# اتفاقية لاهاي للأدلة
اتفاقية لاهاي للأدلة، هي اتفاقية الحصول على الأدلة في الخارج في المسائل المدنية أو التجارية، ومعاهدة متعددة الأطراف تم إعدادها تحت رعاية مؤتمر لاهاي للقانون الدولي الخاص. تم التفاوض حول هذه المعاهدة خلال عامي 1967 و1968، وتم التوقيع عليها في لاهاي في 18 مارس 1970، لتدخل حيز التنفيذ عام 1972. وتكمن أهمية هذه الاتفاقية في أنها تتيح نقل طلبات الحصول على الأدلة (المعروفة باسم خطابات الالتماس القضائي) بين الدول الأطراف مباشرة، دون الحاجة إلى اللجوء إلى القنوات القنصلية والدبلوماسية التقليدية. فالدولة التي تحتاج إلى الأدلة (الدولة الطالبة) يمكنها إرسال طلبها مباشرة إلى الدولة التي توجد بها الأدلة (الدولة المطلوبة).
لم تكن اتفاقية لاهاي للأدلة أول صك دولي ينظم نقل الأدلة بين الدول. ففي عام 1905، سبق أن تم التوقيع في لاهاي على "اتفاقية الإجراءات المدنية" التي تضمنت أحكاماً خاصة بنقل الأدلة بين الدول الأطراف. إلا أن هذه الاتفاقية المبكرة لم تحظَ بقبول واسع، حيث لم تصادق عليها سوى 22 دولة فقط.

## الأحكام الموضوعية

### السلطات المركزية والإجراءات
جدير بالذكر أن اتفاقية لاهاي للأدلة لم تكن الأولى من نوعها في هذا المجال، فقد سبقتها اتفاقية الإجراءات المدنية لعام 1905، التي وُقعت أيضاً في لاهاي والتي تضمنت أحكاماً خاصة بنقل الأدلة بين الدول. إلا أن تلك الاتفاقية السابقة لم تحظَ بقبول واسع، حيث صادقت عليها 22 دولة فقط، بينما اكتسبت اتفاقية 1970 قبولاً دولياً أوسع بكثير.
تنص الاتفاقية على آلية تنظيمية تقوم على تعيين كل دولة متعاقدة لـ"سلطة مركزية" تتولى مهمة استقبال وفحص "طلبات الحصول على الأدلة" الواردة من دول أخرى لغرض جمع البينات في إقليمها. تقوم هذه السلطة المركزية بمراجعة الطلب المقدم للتأكد من توافقه مع متطلبات الاتفاقية، وعند استيفائه للشروط، يتم إحالته إلى "الجهة القضائية المختصة" لتنفيذه وفقاً للمادة (2).
تطبق الجهة القضائية المنفذة للطلب قوانينها المحلية فيما يخص الأساليب والإجراءات التنفيذية، كما ينص على ذلك صراحةً نص المادة (9). أما بموجب المادة (13)، فإن الوثائق المتعلقة بتنفيذ الطلب يتم إعادتها عبر نفس قناة الإرسال الأصلية، مع وجوب إخطار الجهة الطالبة فوراً في حال عدم التنفيذ الكلي أو الجزئي للطلب، مصحوباً بأسباب هذا الرفض أو العجز عن التنفيذ. يتميز هذا النظام بمرونته حيث يحافظ على السيادة القانونية للدول المنفذة مع ضمان فعالية التعاون القضائي الدولي، حيث توفر السلطة المركزية حلقة وصل مؤسسية تضمن التقييم المبدئي للطلبات، بينما تحتفظ المحاكم الوطنية بحقها في تطبيق تشريعاتها المحلية عند التنفيذ الفعلي لإجراءات جمع الأدلة.

### الاكتشاف قبل المحاكمة
ينطبق الاتفاق أيضًا على عملية الاكتشاف قبل المحاكمة، والتي تتمثل في الحصول على الأدلة قبل البدء بالمحاكمة دون الحصول على موافقة قضائية مسبقة. ورغم شيوع هذه الممارسة في العديد من دول القانون العام، فقد رأتها دول أخرى غير مقبولة. مع ذلك، يحق للدول الاعتراض على تطبيق هذا الإجراء عبر تقديم تحفظ وفقًا للمادة 23 من الاتفاقية. حتى أبريل 2019، ينطبق الاتفاق على قانون مشترك قبل المحاكمة في 15 دولة، بينما قدمت 26 دولة اعتراضًا كاملاً يستثني هذا الإجراء، وقيَّدت 17 دولة أخرى نطاق تطبيقه.

ومن أمثلة الاعتراض الجزئي على الاكتشاف قبل المحاكمة ما قدمته المكسيك، حيث اشترطت بدء الإجراءات القضائية، وإمكانية تحديد الوثائق المطلوبة بدقة، ووجود علاقة واضحة بينها وبين الدعوى القائمة. وقد نص إعلان المكسيك بموجب المادة 23 على ما يلي: 
صياغة طلب الاكتشاف قبل المحاكمة للوثائق
4. فيما يتعلق بالمادة 23 من الاتفاقية، تعلن الولايات المكسيكية المتحدة أنه وفقًا لقانونها الوطني، لن تتمكن من تلبية طلبات تقديم الوثائق أو نسخها إلا إذا تحققت الشروط التالية:
-  أن تكون الإجراءات القضائية قد بدأت رسميًا.
- أن تكون الوثائق محددة بوضوح من حيث التاريخ والموضوع وأي معلومات أخرى ذات صلة، مع ضرورة أن يبين الطلب الوقائع والظروف التي تدعو الطرف الطالب إلى الاعتقاد المعقول بأن الوثائق المطلوبة معروفة لدى الشخص المطلوب منه تقديمها أو أنها تحت حيازته أو سيطرته.
- أن يتم إثبات العلاقة المباشرة بين الأدلة أو المعلومات المطلوبة والدعوى القائمة.

## الدول الأطراف في الاتفاقية
|  |

اعتبارًا من عام 2023، يبلغ عدد الدول الأطراف في اتفاقية لاهاي للأدلة 66 دولة. من بينها، هناك 60 دولة من أعضاء مؤتمر لاهاي للقانون الدولي الخاص (HCPIL) انضمت إلى الاتفاقية. بالإضافة إلى ذلك، انضمت ست دول غير أعضاء في المؤتمر إلى الاتفاقية، وهي: بربادوس، كولومبيا، الكويت، ليختنشتاين، نيكاراغوا، وسيشل. تنص المادة 39 من اتفاقية لاهاي للأدلة صراحةً على إمكانية انضمام الدول غير الأعضاء في مؤتمر لاهاي للقانون الدولي الخاص وقت إبرام الاتفاقية، مما يفسر انضمام هذه الدول الست رغم عدم عضويتها في المؤتمر.
يُذكر أن الاتفاقية توفر إطارًا قانونيًا دوليًا لتبادل الأدلة والوثائق في القضايا المدنية والتجارية بين الدول الأطراف، مع مراعاة الضوابط والشروط المنصوص عليها في نصوصها.
| الدولة           | تاريخ التصديق  | ملاحظات                                       |
| ---------------- | -------------- | --------------------------------------------- |
| ألبانيا          | 16 يوليو 2010  |                                               |
| أندورا           | 26 أبريل 2017  |                                               |
| الأرجنتين        | 8 مايو 1987    |                                               |
| أرمينيا          | 27 يونيو 2012  |                                               |
| أستراليا         | 23 أكتوبر 1992 |                                               |
| باربادوس         | 5 مارس 1981    |                                               |
| بيلاروسيا        | 7 أغسطس 2001   |                                               |
| البوسنة والهرسك  | 16 يونيو 2008  |                                               |
| البرازيل         | 9 أبريل 2014   |                                               |
| بلغاريا          | 23 نوفمبر 1999 |                                               |
| الصين            | 8 ديسمبر 1997  | تشمل المناطق الإدارية الخاصة هونغ كونغ وماكاو |
| كولومبيا         | 13 يناير 2012  |                                               |
| كوستاريكا        | 16 مارس 2016   |                                               |
| كرواتيا          | 1 أكتوبر 2009  |                                               |
| قبرص             | 13 يناير 1983  |                                               |
| التشيك           | 28 يونيو 1993  | خلفت تصديق تشيكوسلوفاكيا في 1976              |
| الدنمارك         | 20 يونيو 1972  |                                               |
| السلفادور        | 19 يناير 2023  |                                               |
| إستونيا          | 2 فبراير 1996  |                                               |
| فنلندا           | 7 أبريل 1976   |                                               |
| فرنسا            | 7 أغسطس 1974   |                                               |
| جورجيا           | 31 مايو 2021   |                                               |
| ألمانيا          | 27 أبريل 1979  |                                               |
| اليونان          | 18 يناير 2005  |                                               |
| المجر            | 13 يوليو 2004  |                                               |
| آيسلندا          | 10 نوفمبر 2008 |                                               |
| الهند            | 7 فبراير 2007  |                                               |
| إسرائيل          | 19 يوليو 1979  |                                               |
| إيطاليا          | 22 يونيو 1982  |                                               |
| كازاخستان        | 26 سبتمبر 2016 |                                               |
| الكويت           | 8 مايو 2002    |                                               |
| لاتفيا           | 28 مارس 1995   |                                               |
| ليختنشتاين       | 12 نوفمبر 2008 |                                               |
| ليتوانيا         | 2 أغسطس 2000   |                                               |
| لوكسمبورغ        | 26 يوليو 1977  |                                               |
| مقدونيا الشمالية | 13 مارس 2009   |                                               |
| مالطا            | 24 فبراير 2011 |                                               |
| الجبل الأسود     | 16 يناير 2012  |                                               |

| الدولة           | تاريخ التصديق  | ملاحظات                                                                                    |
| ---------------- | -------------- | ------------------------------------------------------------------------------------------ |
| المكسيك          | 27 يوليو 1989  |                                                                                            |
| المغرب           | 24 مارس 2011   |                                                                                            |
| موناكو           | 17 يناير 1986  |                                                                                            |
| الجبل الأسود     | 16 يناير 2012  |                                                                                            |
| هولندا           | 8 أبريل 1981   | هولندا الأوروبية وأروبا                                                                    |
| نيكاراغوا        | 27 فبراير 2019 |                                                                                            |
| النرويج          | 3 أغسطس 1972   |                                                                                            |
| باراغواي         | 23 يونيو 2023  |                                                                                            |
| بولندا           | 13 فبراير 1996 |                                                                                            |
| البرتغال         | 12 مارس 1975   |                                                                                            |
| رومانيا          | 21 أغسطس 2003  |                                                                                            |
| روسيا            | 1 مايو 2001    |                                                                                            |
| صربيا            | 2 يوليو 2010   |                                                                                            |
| سيشل             | 7 يناير 2004   |                                                                                            |
| سنغافورة         | 27 أكتوبر 1978 |                                                                                            |
| سلوفاكيا         | 15 مارس 1993   | خلفت تصديق تشيكوسلوفاكيا في 1976                                                           |
| سلوفينيا         | 18 نوفمبر 2000 |                                                                                            |
| جنوب أفريقيا     | 8 يوليو 1997   |                                                                                            |
| كوريا الجنوبية   | 14 ديسمبر 2009 |                                                                                            |
| إسبانيا          | 22 مايو 1987   |                                                                                            |
| سريلانكا         | 30 أكتوبر 2000 |                                                                                            |
| السويد           | 2 مايو 1975    |                                                                                            |
| سويسرا           | 2 نوفمبر 1994  |                                                                                            |
| تركيا            | 13 أغسطس 2004  |                                                                                            |
| أوكرانيا         | 1 فبراير 2001  |                                                                                            |
| المملكة المتحدة  | 16 يوليو 1976  | تشمل أكروتيري ودكليا، أنغويلا، جزر كايمان، جزر فوكلاند، جبل طارق، غيرنزي، جزيرة مان، جيرزي |
| الولايات المتحدة | 8 أغسطس 1972   | تشمل غوام، بورتوريكو وجزر العذراء الأمريكية                                                |
| فنزويلا          | 1 نوفمبر 1993  |                                                                                            |
| فيتنام           | 3 مايو 2020    |                                                                                            |

## التشغيل العملي في الدول الأعضاء
يسمح نظامان قانونيان على الأقل بمشاركة المحامين الخاصين في إجراءات جمع الأدلة بموجب الاتفاقية. في جزر العذراء البريطانية، يُخوّل للمحامين الخاصين الذين يمثلون الأطراف إدارة القسم للشهود عند استدعائهم للإدلاء بشهاداتهم بناءً على خطاب التماس قضائي. بينما في إسرائيل، التي لم تقدم أي إعلان بموجب المادة 23، ينص قانون المساعدة القانونية بين الدول لسنة 1998 على إمكانية تعيين محام خاص للإشراف على عملية جمع الأدلة وفقاً للاتفاقية. من المثير للاهتمام أن النظام القضائي الإسرائيلي يحيل عادةً طلبات الأدلة الواردة بموجب الاتفاقية إلى قضاة القسم الجنائي، حتى عندما تتعلق بالقضايا المدنية. نتيجةً لهذا التخصيص، تُصنف معظم القرارات الصادرة في شأن جمع الأدلة دولياً بأنها "جلسات مغلقة"، مما يحظر نشرها قانونياً.
أجرت نقابة المحامين الأمريكية دراسة استقصائية في أكتوبر 2003 لتقييم تجربة المحامين الأمريكيين مع إجراءات خطابات التماس بموجب الاتفاقية. خلصت الدراسة إلى أن "اتفاقية لاهاي للأدلة قد نجحت بشكل ملحوظ في سد الفجوات بين نهجي القانون المدني والقانون العام فيما يتعلق بالحصول على الأدلة، كما أنها سهّلت بشكل كبير الإجراءات المتعلقة بإجبار الحصول على أدلة من الخارج".

## الحصول على الأدلة خارج إطار اتفاقية
تتيح الأنظمة القانونية بدائل للحصول على الأدلة خارج إطار اتفاقية لاهاي للأدلة، حيث يمكن في الولايات المتحدة اللجوء إلى الإجراءات المبسطة المنصوص عليها في المادة 1782 من القانون القضائي الأمريكي التي تسمح باكتشاف الأدلة مباشرة دون اتباع إجراءات الاتفاقية. أما داخل الاتحاد الأوروبي، فقد حلت لائحة التعاون القضائي الأوروبي رقم 1206/2001 محل الاتفاقية بشكل كبير، حيث أنشأت هذه اللائحة نظاماً متطوراً للتعاون المباشر بين محاكم الدول الأعضاء في المسائل المدنية والتجارية، مع التركيز على تبسيط الإجراءات وتسريعها ضمن الفضاء القضائي الأوروبي الموحد. تجدر الإشارة إلى أن الاتفاقية تبقى سارية المفعول في العلاقات مع الدول غير الأعضاء في الاتحاد الأوروبي، بينما توفر هذه الآليات البديلة خيارات أكثر كفاءة ضمن نطاقاتها الجغرافية والقانونية المحددة، مع مراعاة خصوصية كل نظام قضائي.